# Haemaphlebia atripalpis
Haemaphlebia atripalpis är en fjärilsart som beskrevs av George Francis Hampson 1910. Haemaphlebia atripalpis ingår i släktet Haemaphlebia och familjen nattflyn. Inga underarter finns listade i Catalogue of Life.